# Обелиск героям Гражданской войны
Обелиск (Мемориал) героям Гражданской войны установлен в Грозном на площади Павла Мусорова на улице Абдаллы II Бен Аль-Хусейна (бывшая улица Павла Мусорова). Павел Мусоров был рабочим, пулемётчиком Пролетарского батальона, активным участником Стодневных боёв в Грозном, в ходе которых он погиб.

## Описание
Обелиск был установлен в 1954 году. Автором проекта был архитектор Н. Ятманов. На лицевой грани был установлен многофигурный горельеф скульптора И. Твердохлебова. В центре горельефа был изображён рабочий, держащий флаг с надписью «За власть Советов». Вокруг него сражались на баррикаде солдат, рабочий, горец, подросток и женщина. В левой части композиции стрелял из пулемёта рабочий. Возможно, его прообразом был Павел Мусоров. На боковых гранях обелиска были установлены мемориальные доски с надписями «Слава героям Гражданской войны 1918—1920 гг.» и «Героям гражданской войны от трудящихся Грозного». На вершине обелиска была установлена пятиконечная звезда, обрамлённая лавровым венком. 5 декабря 1965 года у обелиска был зажжён вечный огонь.

## История
Открытие обелиска состоялось 7 ноября 1954 года. На митинге присутствовали ветераны Стодневных боёв. По поручению бывших бойцов Пролетарского батальона с речью выступил командир этого батальона Василий Евменович Михайлик, под началом которого воевал Павел Мусоров.
В 1976 и 1986 годах в СССР были выпущены художественные маркированные конверты с изображением обелиска.
В годы правления Джохара Дудаева на вершине обелиска были установлены звезда и полумесяц. Горельеф и мемориальные доски были демонтированы, а мраморная пятиконечная звезда, обрамлявшая вечный огонь, заменена на квадрат.
В годы первой и второй чеченских войн обелиск сильно пострадал. После нормализации ситуации в Чечне его отреставрировали. По периметру площади, на которой установлен обелиск, высажены клумбы.